# Kandel
Kandel is een plaats in de Duitse deelstaat Rijnland-Palts en maakt deel uit van de Landkreis Germersheim.
Kandel telt 8.990 inwoners.

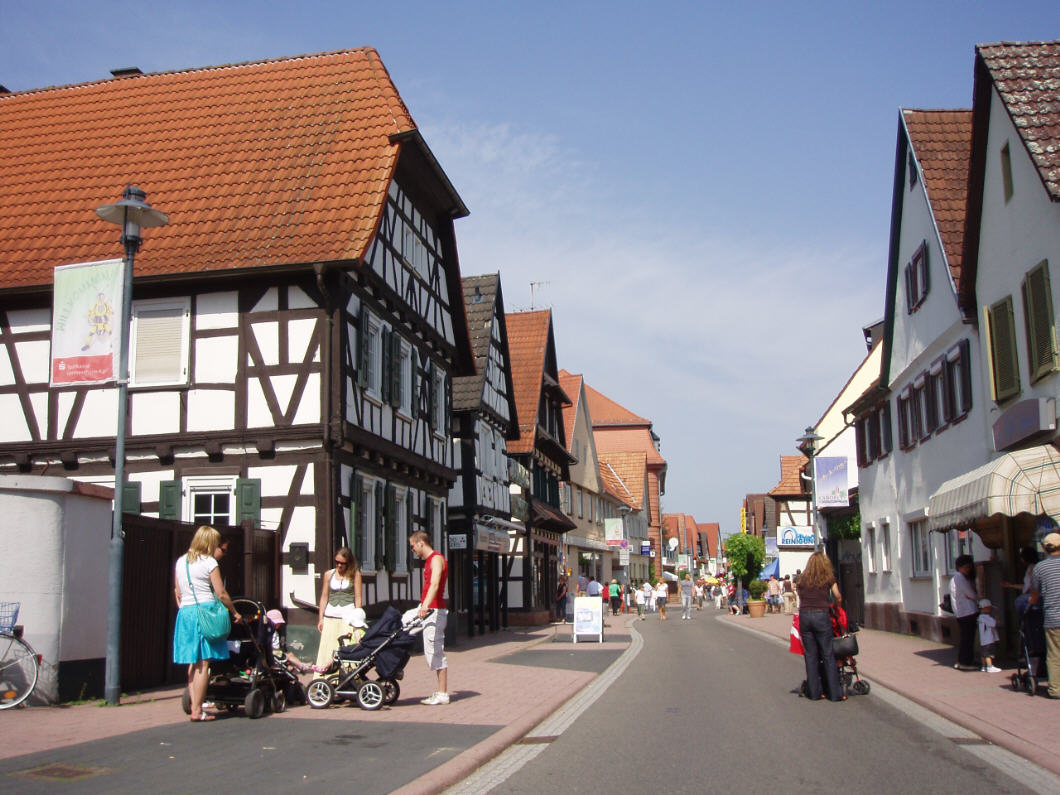
Stadscentrum

Voor de gelijknamige berg in het Zwarte Woud, zie: Kandel (berg).

## Bestuur
De plaats is een Ortsgemeinde en maakt deel uit van de Verbandsgemeinde Kandel.

## Geboren
- Pascal Ackermann (17 januari 1994), wielrenner
- Petrissa Solja (11 maart 1994), tafeltenniser

## Stedenband
- Reichshoffen (Frankrijk), sinds 1961